# Condado de Torrubia
El condado de Torrubia es un título nobiliario español creado el 29 de agosto de 1694 por el rey Carlos II a favor de García de Medrano y Mendizabal, caballero de la Orden de Calatrava.

## Historia de los condes de Torrubia
- García de Medrano y Mendizábal (m. 3 de marzo de 1695), I conde de Torrubia,[1] hijo de García Medrano y María Ignacia de Mendizábal.[2] Sin descendientes. Le sucedió su hermano:

- Andrés de Medrano y Mendizábal (Sevilla, 1654-Madrid, 23 de diciembre de 1720), II conde de Torrubia,[1] caballero de la Orden de Calatrava en 1697 y coleccionista de arte.

Se casó con Francisca Angulo y Albizu. Le sucedió su hijo:
- José Juan de Medrano y Angulo (m. 25 de junio de 1765), III conde de Torrubia.[1]

Casó con Isabel de Luján y Colón de Larreátegui, hija de Juan Francisco de Luján, intendente y corregidor de Madrid, y Josefa Colón. Le sucedió su hijo:
- Joaquín Felipe de Medrano Luján y Arce, (m. 20 de septiembre de 1799), IV conde de Torrubia.[1]

Contrajo tres matrimonios: con María de la Esclavitud Piñeyro y Maldonado, hija de los marqueses de Bendaña, con Ana Pardo de Figueroa y Valladares, hija de los III marqueses de Figueroa; y, con Ángela Antonia Bazán. Le sucedió su sobrino:
- Francisco Chacón Manrique de Lara y Messía (Málaga, 1 de septiembre de 1748-25 de febrero de 1806), V conde de Torrubia[1] y IV conde de Mollina, grande de España, merced otorgada el 5 de diciembre de 1803.[5] Fue mariscal de campo de los Reales Ejércitos en 1796 y participó en la guerra de las Naranjas en la que la plaza de Olivenza fue ganada a los portugueses por España. No tuvo sucesión y heredó sus títulos su hermano.[6]

- Fernando Chacón Manrique de Lara y Messía (m. 29 de febrero de 1837), VI conde de Torrubia,[1] VI conde de Mollina, grande de España,[5] VII marqués de Villamayor y marqués de las Nieves.

Le sucedió su sobrina bisnieta:
- Juana Piñeyro de Echeverri Chacón y Pérez del Pulgar, VII condesa de Torrubia,[1] VII condesa de Mollina, grande de España[5] y VIII marquesa de Villamayor. Era hija de Buenaventura Piñeyro de Ulloa y Manuel de Villena, VIII marqués de Bendaña, conde de Canillas y barón de Molinet y de su primera esposa, Isabel de Echeverri Chacón y Pérez del Pulgar, condesa de Villalcázar de Sirga.[7]

Casó el 9 de mayo de 1852 con Fernando de Guillamas y Castañón, conde de Alcolea de Torote, IX marqués de San Felices. En 1893, por distribución, sucedió su hija:
- Isabel Guillamas y Piñeyro (m. San Sebastián, 27 de junio de 1932) VIII condesa de Torrubia[1] y IX marquesa de Villamayor.[8]

Casó con Álvaro Caro y Széchényi y le sucedió su hijo. En 23 de marzo de 1911, sucedió su hijo:
- Álvaro Caro y Guillamas, IX conde de Torrubia.[1][9]

Casó con la cubana María Francisca Díaz de Tuesta y García. En 3 de diciembre de 1965, sucedió su hijo:
- Álvaro Caro Díaz de Tuesta, X conde de Torrubia.[1][11]

Sin descendientes, le sucedió su sobrina, hija de su hermano Luis Caro Díaz de Tuesta (m. Madrid, 6 de enero de 1994).
- María Cristina Caro Franck (m. 2016) XI condesa de Torrubia.[1][13]

En 2019, sucedió:
- Alonso Caro Aguirre, XII conde de Torrubia.[1][14]